# Sagaropsis triangulifera
Sagaropsis triangulifera är en fjärilsart som beskrevs av Erich Martin Hering 1925. Sagaropsis triangulifera ingår i släktet Sagaropsis och familjen björnspinnare. Inga underarter finns listade.